# Atilano Vecino
Atilano Vecino Escuadra (Coreses, Zamora, España, 18 de agosto de 1958) es un exfutbolista español. Jugaba de defensa. Una vez retirado del fútbol en activo, pasa a desempeñar un puesto como adjunto al jefe de prensa y al cuerpo técnico del Real Club Celta de Vigo, el equipo donde disputó 12 temporadas y 393 partidos oficiales de ellos 393 fueron de Liga (183 en Primera División y el resto en la categoría de plata), 52 de Copa y 5 de Copa de la Liga, consiguiendo 8 goles (uno de ellos en Copa).
Debutó con el club gallego el 31 de octubre de 1982 en partido de Liga frente al Real Betis en el Villamarín, jugando su último partido con la camiseta celeste el 1 de mayo de 1994 frente al Real Zaragoza en la Romareda.
Es el cuarto jugador que más partidos oficiales ha jugado con el Real Club Celta de Vigo (noviembre de 2022).

## Trayectoria
- Coreses
- 1980-81 Zamora CF
- 1981-82 Unión Deportiva Melilla
- 1982-94 Real Club Celta de Vigo

## Palmarés
- Campeón de Segunda División de España con el Real Club Celta de Vigo en la temporada 1991-92.
- Subcampeón de la Copa del rey con el Real Club Celta de Vigo en el año 1994.